# Löwental (przystanek kolejowy)
Friedrichshafen-Löwental – przystanek kolejowy w Friedrichshafen (dzielnica Löwental), w kraju związkowym Badenia-Wirtembergia, w Niemczech.
Przystanek zlokalizowany jest przy Adelheidstraße, przy gminie serbskiego kościoła ortodoksyjnego.
| Friedrichshafen-Löwental                   |  |                                         |
| Linia Ulm – Friedrichshafen                |  |                                         |
| Friedrichshafen Flughafenodległość: 2,2 km |  | Friedrichshafen Stadt odległość: 2,2 km |